# West Shannon (Dakota del Sur)
West Shannon es un territorio no organizado ubicado en el condado de Shannon en el estado estadounidense de Dakota del Sur. En el Censo de 2010 tenía una población de 8153 habitantes y una densidad poblacional de 2,59 personas por km².

## Geografía
West Shannon se encuentra ubicado en las coordenadas 43°20′15″N 102°43′38″O / 43.33750, -102.72722. Según la Oficina del Censo de los Estados Unidos, West Shannon tiene una superficie total de 3143.98 km², de la cual 3139.47 km² corresponden a tierra firme y (0.14%) 4.5 km² es agua.

## Demografía
Según el censo de 2010, había 8153 personas residiendo en West Shannon. La densidad de población era de 2,59 hab./km². De los 8153 habitantes, West Shannon estaba compuesto por el 2.48% blancos, el 0.02% eran afroamericanos, el 96.3% eran amerindios, el 0.13% eran asiáticos, el 0.02% eran isleños del Pacífico, el 0.13% eran de otras razas y el 0.91% pertenecían a dos o más razas. Del total de la población el 1.75% eran hispanos o latinos de cualquier raza.